# Islam en république du Congo
Les musulmans sont une petite minorité en république du Congo. Ils sont estimés à 2 % de la population, dans un pays majoritairement chrétien. L'islam s'est étendu dans le pays à partir de l'Afrique du Nord au milieu du XIXe siècle.
Les fêtes islamiques ne sont pas des jours fériés nationaux, mais elles sont respectées par la population. En 2005, une grande mosquée a été construite à Brazzaville, avec le travail de nombreux immigrants d'Afrique du Nord, d'Afrique de l'Ouest et du Liban.
Depuis quelques années, on assiste à une poussée de l'islam au détriment des églises évangéliques et catholiques. L'islam représenterait 4 % de la population. 